# Ruth Mack Brunswick
Pour les articles homonymes, voir Brunswick.
Ruth Mack Brunswick, née à Chicago le 17 février 1897 et morte à New York le 24 janvier 1946, est une psychiatre et psychanalyste américaine. Elle est connue pour être la deuxième analyste de Sergueï Pankejeff, l'« Homme aux loups », analysé par Freud.

## Biographie
Elle est la fille de Julian Mack, un juge et philanthrope sioniste, l'un des fondateurs de la Harvard Law Review, et de Jessie Fox. Son grand-père paternel avait émigré de Bavière. Elle fait ses études au Radcliffe College puis obtient son diplôme de médecin à l'université Tufts en 1922. Elle épouse, en 1917, Herrmann Blumgart qui deviendra un cardiologue éminent de Boston. Son beau-frère, Leonard Blumgart a fait une courte analyse avec Freud, à Vienne, après la Première Guerre. Au terme de sa spécialisation en psychiatrie, elle décide de se faire analyser par Freud elle aussi, et se rend à Vienne en 1922. Son couple connaît des difficultés, et son mari, dans l'espoir de sauver leur mariage, a un entretien avec Freud. Le couple divorce en 1924. Ruth se remarie avec Mark Brunswick, musicien américain et son cousin éloigné en 1928, à Vienne. Freud est l'un des témoins, un autre témoin est Oscar Rie, père de la psychanalyste Marianne Rie. Mark Brunswick commence à son tour une analyse avec Freud. D'après Mark Brunswick, Freud a reconnu plus tard qu'il avait fait une erreur en évoquant devant lui des éléments concernant son épouse. 
Elle enseigne à l'Institut psychanalytique de Vienne, et se spécialise dans le suivi de patients psychotiques. Elle devient une intime de la famille Freud, et une amie de Mathilde, la fille aînée de Freud. Elle joue un rôle important en créant des liens entre les analystes américains et le groupe viennois. Elle est membre à la fois de la Société psychanalytique de Vienne et de la New York Psychoanalytic Society. Elle présente également à Freud des Américains qui souhaitent faire une analyse avec lui. Son action en faveur de la psychanalyse lui vaut la gratitude de Freud, qui estime qu'elle participe à la diffusion de ses idées aux États-Unis, elle est l'une des rares femmes qui aient reçu l'anneau des proches disciples. Son analyse avec Freud se poursuit avec des interruptions, de 1922 à 1939
Elle quitte Vienne avec son mari en 1928, pour les États-Unis où leur enfant naît. Ils séjournent à nouveau à Vienne de 1929 à 1938. Ils incitent dès 1934 Freud à quitter l'Autriche. 
Elle est l'une des premiers psychanalystes à avoir utilisé, dès 1929, le terme « préœdipien »,, terme que Freud adopte à son tour à sa suite, et une notion que reprennent Melanie Klein et Otto Rank. Elle est l'analyste de Max Schur et de son épouse Helen, de Robert Fliess, le fils de Wilhelm Fliess et surtout de Karl Menninger qu'elle suit après son retour aux États-Unis. 
Elle a des problèmes de santé, notamment des neuropathies, et prend de la morphine pour calmer la douleur, associée à des somnifères, qui créent chez elle une dépendance, dès 1937. Elle est morte dans une certaine solitude.

## L'analyse de l'Homme aux loups
Freud a soigné l'Homme aux loups entre 1910 et 1914. Ce suivi lui a permis de publier un de ses cas le plus connus. Il adresse Sergueï Pankejeff comme patient à Ruth Mack Brunswick, et elle publie un article, en collaboration avec Freud. Elle suit à nouveau Pankejeff, et prend des notes restées non publiées.